# Специальные права заимствования
Специальные права заимствования (СПЗ) или СДР (англ. Special Drawing Rights, SDR, SDRs) — искусственное резервное и платёжное средство, эмитируемое Международным валютным фондом (МВФ). Имеет только безналичную форму в виде записей на банковских счетах. Банкноты и монеты не выпускались.
Это платёжное средство было создано МВФ в 1969 году как дополнение к существующим резервным активам стран-членов. Основная цель создания: преодоление парадокса Триффина в рамках Бреттон-Вудской валютной системы — противоречия между международным характером использования и национальной природой валют.
Не является ни валютой, ни долговым обязательством. В настоящее время СДР, помимо расчётов между Фондом и его членами, используются 14 официальными организациями, так называемыми сторонними держателями СДР. Три государства установили паритеты своих валют в СДР (в конце 80-х годов их было 11); около 10 международных и региональных организаций используют СДР в качестве счетной единицы. Ряд международных организаций использует СДР для выражения в них денежных величин: цен, тарифов за услуги связи, перевозки и т. д. Используется для регулирования сальдо платёжных балансов, для покрытия дефицита платежного баланса, пополнения резервов, расчётов по кредитам МВФ.
Международное валютное обозначение согласно ISO 4217 — XDR, международный код валюты — 960.

## Формирование стоимости
Курс СПЗ публикуется ежедневно и определяется на основе долларовой стоимости корзины из пяти ведущих валют: доллар США, евро, китайский юань, иена и фунт стерлингов. До введения евро с 1981 года курс был привязан к корзине из пяти валют: доллара США, немецкой марки, французского франка, иены и фунта стерлингов. Китайский юань был включён в корзину МВФ 1 октября 2016 года. Первоначально выпущенные СДР представляли собой условные единицы с золотым содержанием 0,888671 г, что соответствовало золотому содержанию доллара в момент введения СДР в 1970 году. Отсюда и первоначальное курсовое соотношение 1 СДР = 1 долл. Оно менялось в результате двух девальваций американской валюты в 1971 году (1 СДР = 1,0857 долл.) и в 1973 году (1 СДР = 1,20635 долл.). С 1 июля 1974 года курс 1 единицы СДР стал исчисляться на основе средневзвешенного курса 16, а с 1 января 1981 года — пяти валют, определяемых по Уставу Фонда как «свободно используемые валюты».
Вес валют в корзине пересматривается каждые пять лет.
| Период    | USD             | DEM             | FRF             | JPY             | GBP             |
| --------- | --------------- | --------------- | --------------- | --------------- | --------------- |
| 1981—1985 | 0,540 (42 %)    | 0,460 (19 %)    | 0,740 (13 %)    | 34,0 (13 %)     | 0,0710 (13 %)   |
| 1986—1990 | 0,452 (42 %)    | 0,527 (19 %)    | 1,020 (12 %)    | 33,4 (15 %)     | 0,0893 (12 %)   |
| 1991—1995 | 0,572 (40 %)    | 0,453 (21 %)    | 0,800 (11 %)    | 31,8 (17 %)     | 0,0812 (11 %)   |
| 1996—1998 | 0,582 (39 %)    | 0,446 (21 %)    | 0,813 (11 %)    | 27,2 (18 %)     | 0,1050 (11 %)   |
| Период    | USD             | EUR             | EUR             | JPY             | GBP             |
| 1999—2000 | 0,5820 (39 %)   | 0,2280 (21 %)   | 0,1239 (11 %)   | 27,2 (18 %)     | 0,1050 (11 %)   |
| 1999—2000 | 0,5820 (39 %)   | 0,3519 (32 %)   |                 | 27,2 (18 %)     | 0,1050 (11 %)   |
| 2001—2005 | 0,5770 (44 %)   | 0,4260 (31 %)   | 0,4260 (31 %)   | 21,0 (14 %)     | 0,0984 (11 %)   |
| 2006—2010 | 0,6320 (44 %)   | 0,4100 (34 %)   | 0,4100 (34 %)   | 18,4 (11 %)     | 0,0903 (11 %)   |
| 2011—2015 | 0,6600 (41,9 %) | 0,4230 (37,4 %) | 0,4230 (37,4 %) | 12,1000 (9,4 %) | 0,1110 (11,3 %) |
| Период    | USD             | EUR             | CNY             | JPY             | GBP             |
| 2016—2020 | (41,73 %)       | (30,93 %)       | (10,92 %)       | (8,33 %)        | (8,09 %)        |

Процентная ставка СПЗ пересматривается еженедельно. Она базируется на средневзвешенной величине процентных ставок на краткосрочные займы на денежных рынках валютной корзины СПЗ.
В связи с развитием мирового экономического кризиса, в марте 2009 года Китай предложил на базе СПЗ создать мировую резервную валюту, которая могла бы заменить в этом качестве доллар США. Предполагается расширить базовую валютную корзину. В перспективе это может привести к появлению в наличном обороте новой мировой валюты, как в своё время из ЭКЮ появился евро.

## Эмиссия
Выпуск СДР осуществлялся сериями:
1. в начале 1970-х годов — на сумму 9,3 млрд СДР;
2. в 1979—1981 годах — 12 млрд СДР;
3. в августе 2009 года — 161,2 млрд СДР;
4. в сентябре 2009 года — 21,5 млрд СДР (итого за 2009 год: 182,7 млрд СДР);
5. в августе 2021 года — 456 млрд СДР (650 млрд долларов США).

Российская квота в капитале МВФ равняется 2,5 %. Это означает, что Российской Федерации при пятом размещении досталось СДР на сумму 18 млрд долл. По отношению к общей величине золотовалютных резервов РФ (580,5 млрд долл. на 9 апреля 2021) это 2,8 %. Выпущенные СДР попали на баланс ЦБ РФ, но использовать он их сможет только в межгосударственных расчётах.